# Xã Belknap, Quận Pottawattamie, Iowa
Xã Belknap (tiếng Anh: Belknap Township) là một xã thuộc quận Pottawattamie, tiểu bang Iowa, Hoa Kỳ. Năm 2010, dân số của xã này là 1.610 người.